# Cyclodictyon bicolor
Cyclodictyon bicolor là một loài rêu trong họ Pilotrichaceae. Loài này được (Schimp. ex Besch.) Kuntze mô tả khoa học đầu tiên năm 1891.